# Андре Ігуодала
Андре Тайлер Ігуодала (англ. Andre Tyler Iguodala; нар. 28 січня 1984, Спрінгфілд, штат Іллінойс) — американський баскетболіст. Грає на позиції легкого форварда або атакувального захисника. Виступає за команду Національної баскетбольної асоціації (НБА) «Голден Стейт Ворріорз». Вирізняється високою майстерністю під час гри в захисті. До початку професійної кар'єри Ігудоала грав за команду старшої школи Ланфіер зі Спрингфілда і студентську команду Університету Аризони «Аризона Вайлдкетс». На драфті НБА 2004 «Філадельфія Севенті-Сіксерс» обрала його під дев'ятим номером. За цей клуб він виступав протягом восьми сезонів, поки 2012 року його не обміняли в «Денвер Наггетс». Після одного сезону в Денвері, влітку 2013 року Ігуодала підписав чотирирічний контракт з «Голден Стейт Ворріорз». У сезоні 2014/2015 він допоміг команді виграти чемпіонат НБА, а самого Андре визнали найціннішим гравцем фінальної серії проти «Клівленд Кавальєрс».
За підсумками його першого сезону в НБА Ігуодалу включили в символічну Збірну найкращих новачків ліги. 2006 року його визнали найціннішим гравцем Матчу новачків. Також він був фіналістом конкурсу з кидків згори. У 2011 році за успішну гру в обороні Ігуодалу включили в другу Збірну всіх зірок захисту НБА, а в 2014 році — в першу. Один раз, 2012 року, баскетболіст брав участь у Матчі всіх зірок НБА.
У складі американської баскетбольної збірної він став чемпіоном світу 2010 і олімпійським чемпіоном 2012.

## Ранні роки
Андре Ігуодала народився в Спрингфілді, штат Іллінойс. Його мати — афроамериканка Лінда Шаклін, батько — нігерієць Леонард Шаклін. Мати і дядько Ігуодали займалися баскетболом, його старший брат Френк грав у баскетбол за університетські команди.
Баскетбольними кумирами Ігуодали в дитинстві були Джален Роуз, Анферні Хардуей, Майкл Джордан і Скотті Піппен. Сам Андре почав займатися баскетболом у чотири-п'ять років. 1992 року він разом з братом Френком відвідував дитячий баскетбольний табір, який щоліта в Спрингфілді проводив місцевий баскетболіст Кевін Гембл, який грав у НБА. За словами Ігуодали, ці заняття багато чому його навчили.
Андре Ігуодала навчався в старшій школі Ланфієр у Спрингфілді. У шкільну баскетбольну команду Ігуодала, що мав при вступі зріст 178 см і продовжував рости, потрапив не одразу, був успішнішим у легкій атлетиці, спеціалізуючись на стрибках у довжину. Андре виступав в молодших класах за молодіжну команду школи і грав переважно на позиції розігруючого захисника, хоча і був найвищим у команді. Важливим епізодом у становленні Ігуодали як баскетболіста стала його дружба з Річардом Макбрайдом на прізвисько «Кадилак». Макбрайд перевівся в Ланфієр у восьмому класі і відразу ж став головною зіркою шкільної баскетбольної команди, виділяючись своїм талантом серед інших гравців.
Завдяки Макбрайду Ігуодала потрапив до команди Аматорського спортивного союзу (AAU), у якій вийшов на новий рівень. За словами Макбрайда, кожного року він спостерігав, як Андре прогресує, особливо відчутних успіхів він досягнув перед випускним класом. Влітку 2001 року Ігуодала допоміг команді виграти національний чемпіонат серед юнаків до 17 років. У фінальному матчі він закинув переможний м'яч з сиреною і був визнаний найціннішим гравцем турніру. Після цього Ігуодалою зацікавилися тренери університетських команд Іллінойсу, Арканзасу і Аризони.

## Аризонський університет
У випускному класі старшої школи аналітики віддавали Ігуодалі 26-те місце у своєму рейтингу найкращих новобранців для студентських команд, серед легких форвардів він був на 6-му місці. Спочатку Ігуодала збирався вступати до Арканзаського університету й підписав відповідний лист про наміри. Однак, після того як з тренером арканзаської команди Ноланом Річардсоном був розірваний контракт, Андре змінив своє рішення і відкликав лист. Замість Арканзасу він вибрав Університет Аризони. Вибір команди під керівництвом Люта Олсона був багато в чому обумовлений тим, що раніше з нею пов'язав своє майбутнє друг Ігуодали, Хассан Адамс.
В університетській команді «Аризона Вайлдкетс» Ігуодала багато чому вчився у другокурсника Люка Волтона, сподіваючись перейняти його манеру гри. За словами Ігуодали, Волтон навчив його, як правильно віддавати передачі, вибирати позицію і жертвувати власною результативністю заради успіхів команди. На першому курсі Ігуодала добре показав себе у грі на відскоках від щита, роблячи підбирання і відправляючи партнерів у швидкий прорив до чужого кільця. Дебютний сезон у студентському баскетболі Андре завершив з показниками 6,4 очка і 4,9 підбирання в середньому за гру. Його команда дійшла до регіонального фіналу турніру Національної асоціації студентського спорту (NCAA), де поступилася «Канзас Джейхокс».
Після першого року в студентському баскетболі Ігуодала виявив своє ім'я серед перспективних гравців, яким аналітики передрікали високі місця на драфті НБА 2004. Усвідомлення, що кар'єра професійного баскетболіста для нього реальна, істотним чином змінило ставлення Ігуодали до себе. Він повністю зосередився на баскетболі, пропускав усі вечірки і розваги, раніше за інших гравців приходив у спортзал на тренування. Статистичні показники Ігуодали на другому курсі значно зросли — він набирав у середньому за гру 12,9 очки, робив 8,4 підбирання і віддавав 4,9 передачі. Однак команда, яка грала без Волтона, була загалом слабкішою, ніж роком раніше і вилетіла вже у першому раунді турніру NCAA. Після двох сезонів в Аризонському університеті Ігуодала виставив свою кандидатуру на драфт НБА 2004 року і найняв агента Роба Пелінку.
За два роки в коледжі Ігуодала зробив десять дабл-даблів і три трипл-дабли. Крім нього лише Джейсону Кідду серед гравців конференції Pac-10 вдавалося зробити більш як один трипл-дабл за сезон. У сезоні 2002/2003 Игудала був включений в символічну збірну новачків конференції. У наступному сезоні він увійшов у першу символічну збірну конференції, регіональну збірну за версією Асоціації баскетбольних журналістів США (USBWA) та удостоєний почесного згадки від Ассошіейтед прес при оголошенні всеамериканської збірної.

### Статистика в коледжі
| Рік        | Команда | GP | MPG  | FG%  | 3P%  | FT%  | RPG | APG | SPG | BPG | PPG  |
| ---------- | ------- | -- | ---- | ---- | ---- | ---- | --- | --- | --- | --- | ---- |
| 2002–03    | Аризона | 32 | 19.2 | .381 | .205 | .670 | 4.9 | 2.1 | 1.5 | 0.6 | 6.4  |
| 2003–04    | Аризона | 30 | 32.1 | .450 | .315 | .788 | 8.4 | 4.9 | 1.5 | 0.4 | 12.9 |
| За кар'єру |         | 62 | 25.4 | .424 | .274 | .788 | 6.6 | 3.4 | 1.5 | 0.5 | 9.6  |

## НБА

### Перші роки у «Філадельфії» (2004—2006)

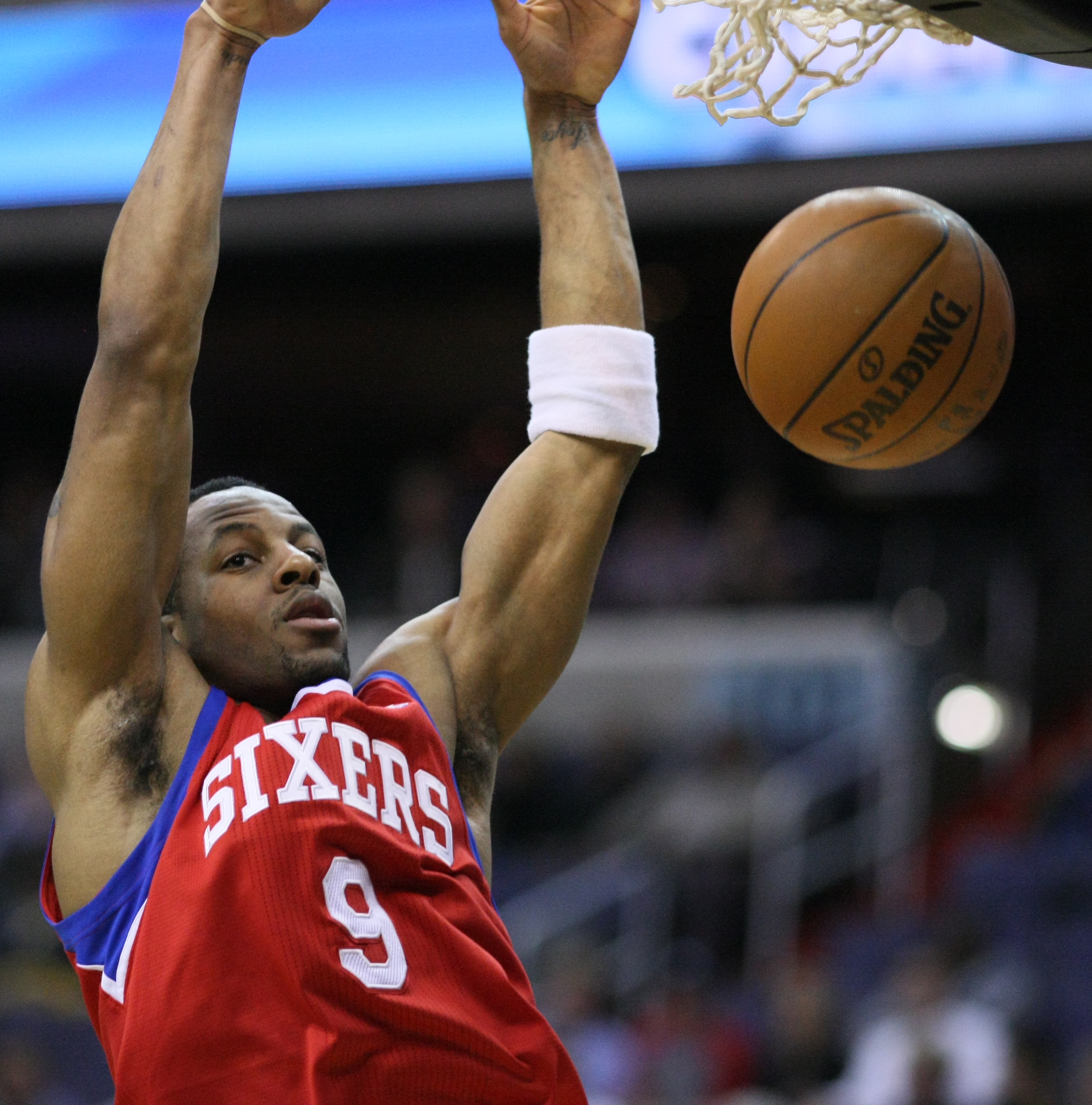
Ігуодала після слем-данку

На драфті НБА клуб «Філадельфія Севенті-Сіксерс» обрав Ігуодалу під дев'ятим загальним номером у першому раунді. Команда заздалегідь розраховувала вибрати Ігуодалу і проводила з ним до драфту закриті тренування, щоб не привертати увагу конкурентів до перспективного гравця. Не всі, однак, погоджувалися, що Ігуодала готовий до НБА. Колишній тренер і оглядач ESPN Дік Вітале писав, що Андре робить величезну помилку, залишаючи Аризонський університет, де він ще багато чого може навчитися у тренера Олсона.
Перед початком свого дебютного сезону в НБА Ігуодала на тренувальних зборах вразив тренера «Філадельфії» Джима О'Браєна і виграв конкуренцію за місце в стартовій п'ятірці у ветерана Гленна Робінсона. Тренер відзначав фізичні дані Андре і його вміння грати в захисті. Коли Ігуодала з'явився в команді, її незаперечним лідером був захисник Аллен Айверсон, при якому всі інші гравці, включаючи Андре, виконували лише допоміжні функції. Сам Ігуодала, розповідаючи про час, проведений в одній команді з Айверсоном, порівнює себе з бек-вокалістом, який гастролює разом з Rolling Stones, і каже, що це був гарний час.
Свій дебютний сезон у НБА Ігуодала завершив з показниками 9 очок, 5,7 підбору і 3 передачі в середньому за гру. Він був єдиним гравцем «Філадельфії», який усі 82 матчі регулярного сезону 2004/2005 та п'ять матчів плей-оф починав у стартовій п'ятірці. Андре був єдиним новачком сезону, що записав до свого активу тріпл-дабл. Він також посів восьме місце серед гравців ліги за перехопленнями в середньому за гру (1,68). Все це дозволило йому увійти у першу символічну Збірну найкращих новачків сезону.
У другому сезоні Ігуодала добре проявив себе на Матчі новачків у рамках зіркового вік-енду 2006 року, набрав 30 очок і був визнаний найціннішим гравцем матчу. Наступного дня Андре взяв участь у конкурсі слем-данків. Забивши зверху в ефектному стрибку з-за щита з відскоком після передачі Айверсона, він отримав максимальну оцінку в 50 балів і вийшов у фінал, де змагався з Нейтом Робінсоном. Після двох данків судді присудили обом учасникам рівну кількість балів, а переможець визначився в додатковій спробі, в якій Робінсон на один бал обійшов Ігуодалу, вигравши конкурс. Багато спостерігачів відзначали спірність судівства.
Другий сезон поспіль Ігуодала провів 82 матчі регулярного сезону в стартовій п'ятірці, його результативність підвищилася до 12,3 очка, 5,9 підбору і 3,1 передачі за гру, за цими трьома показниками Андре був третім серед гравців своєї команди. У тому сезоні в «Філадельфії» намітилася криза, команда не потрапила в плей-оф, а Аллен Айверсон став вимагати посилення складу або обміну в більш амбітну команду. Результатом в грудні 2006 року, після провального початку сезону, стала відмова «Філадельфії» від послуг Айверсона шляхом його обміну в «Денвер Наггетс».

### Лідер «Філадельфії» (2007—2012)
За відсутності Айверсона Ігуодала взяв на себе лідерські функції в команді. Через два дні після обміну він набрав у грі проти «Бостон Селтікс» 31 очко і допоміг «Філадельфії» перервати програшну серію з 12 матчів. Генеральний менеджер Біллі Кінг згадував: «Ми всі знали, що він різноплановий гравець, але багато хто бачив у ньому лідера команди». Всі успіхи в історії «Філадельфії Севенті Сіксерс» були досягнуті, коли команда будувалася навколо зоряних гравців. Вілт Чемберлейн, Мозес Мелоун, Джуліус Ірвінг приводили клуб до перемоги в чемпіонаті, Аллен Айверсон виводив його у фінал, від Ігуодали у Філадельфії очікували подібного досягнення. Андре дійсно намагався стати лідером команди, його статистичні показники помітно зросли. У сезоні 2006/2007 його результативність зросла з 12,3 до 18,2 очка в середньому за гру. Він також встановив особистий рекорд середньої точності штрафних кидків — 82 %. У наступних чотирьох сезонах він у середньому набирав 17 очок за гру. Влітку 2008 року Андре підписав з «Філадельфією» новий шестирічний контракт на суму 80 млн доларів. Подібний контракт, який робив Ігуодалу найбільш високооплачуваним гравцем у команді, автоматично означав підвищення очікувань від нього. Коментуючи угоду, менеджер Ед Стефанскі говорив про те, що Ігуодала виконує великий обсяг роботи і намагається допомагати партнерам за межами майданчика. Андре відвідував тренувальні збори для молодих гравців, брав участь у вітанні новачків після драфту і розвинув значну активність у соціальних мережах, підбадьорюючи партнерів.
За вісім сезонів, які Ігуодала провів у «Філадельфії», команда п'ять разів грала у плей-оф, але лише один раз змогла пройти далі першого раунду, і була дуже далекою від рівня «Севенті Сіксерс» початку 2000-х, коли ледь не виграла чемпіонат. При Ігуодалі змінилося п'ять тренерів — О'Браєн, Моріс Чікс, Тоні Ділео, Едді Джордан і Дуглас Коллінз. Керівництво «Філадельфії» експериментувало зі складом, у сезоні 2009/2010 навіть ненадовго повернувся Айверсон. Тоні Ділео згадував, що вболівальники клубу ставилися до Андре прохолодно, не опускаючись до образ, але й не маючи до нього великої любові, оскільки він так і не зміг замінити їх кумира Аллена Айверсона. Вболівальники та фахівці сходилися на думці, що Ігуодала не був тією суперзіркою, навколо якої можна будувати команду. Йому ставили в провину, що він не дає розкритися новачкові Еванові Тернеру, на якого у Філадельфії покладали великі надії і який звик грати на тій самій позиції, що й Андре.
Також слід зазначити, що філадельфійські вболівальники звикли до спортивних досягнень. Бейсболісти «Філліс» двічі грали у Світовій серії, хокеїсти «Флаєрс» дійшли до фіналу Кубка Стенлі, футболісти «Іглз» провели чудовий сезон з 11 перемогами при 5 поразках. І водночас Ігуодала був обличчям баскетбольного клубу «Севенті Сіксерс», який зазнавав до 55 поразок у сезоні, посідав 26-те місце за відвідуваністю домашніх матчів і краще виступав у гостьових іграх, ніж у рідних стінах. Сам Ігуодала казав: «У Філадельфії важливо не те, хто ти, а те, що ти робиш. Ти можеш бути найгіршою у світі людиною, але якщо ти набереш багато очок або виграєш чемпіонат, то тобі пробачать навіть вбивство».
При тренері Дугласі Коллінзі, який очолив «Філадельфію» 2010 року, в грі команди нарешті намітився прогрес. Тренер, оцінивши сильні і слабкі сторони Андре, побудував ігрову модель так, щоб Ігуодала виявився в більш комфортних для себе умовах, як це було до відходу Айверсона. Тактика Коллінза більше не вимагала від Андре завершувати більшість атак, він міг грати у своїй улюбленій манері, роздаючи передачі і захищаючись проти суперника. Вибраний Коллінзом підхід окупився сповна. 2012 року Ігуодала, який став набирати менше очок, але компенсував цей недолік великою кількістю передач, підбирань і більш корисною грою в захисті, вперше в своїй кар'єрі дістав запрошення на Матч усіх зірок НБА. У вирішальній грі серії плей-оф проти «Чикаго» два успішних штрафних кидки Андре за дві секунди до кінця гри вивели «Філадельфію» у другий раунд, чого команда не домагалася відтоді, як її покинув Айверсон. Однак замість того, щоб продовжувати будувати команду навколо Ігуодали, влітку 2012 року керівництво «Філадельфії» вирішило піти на радикальні зміни і обміняти свого провідного гравця.

### «Денвер Наггетс» (2012—2013)

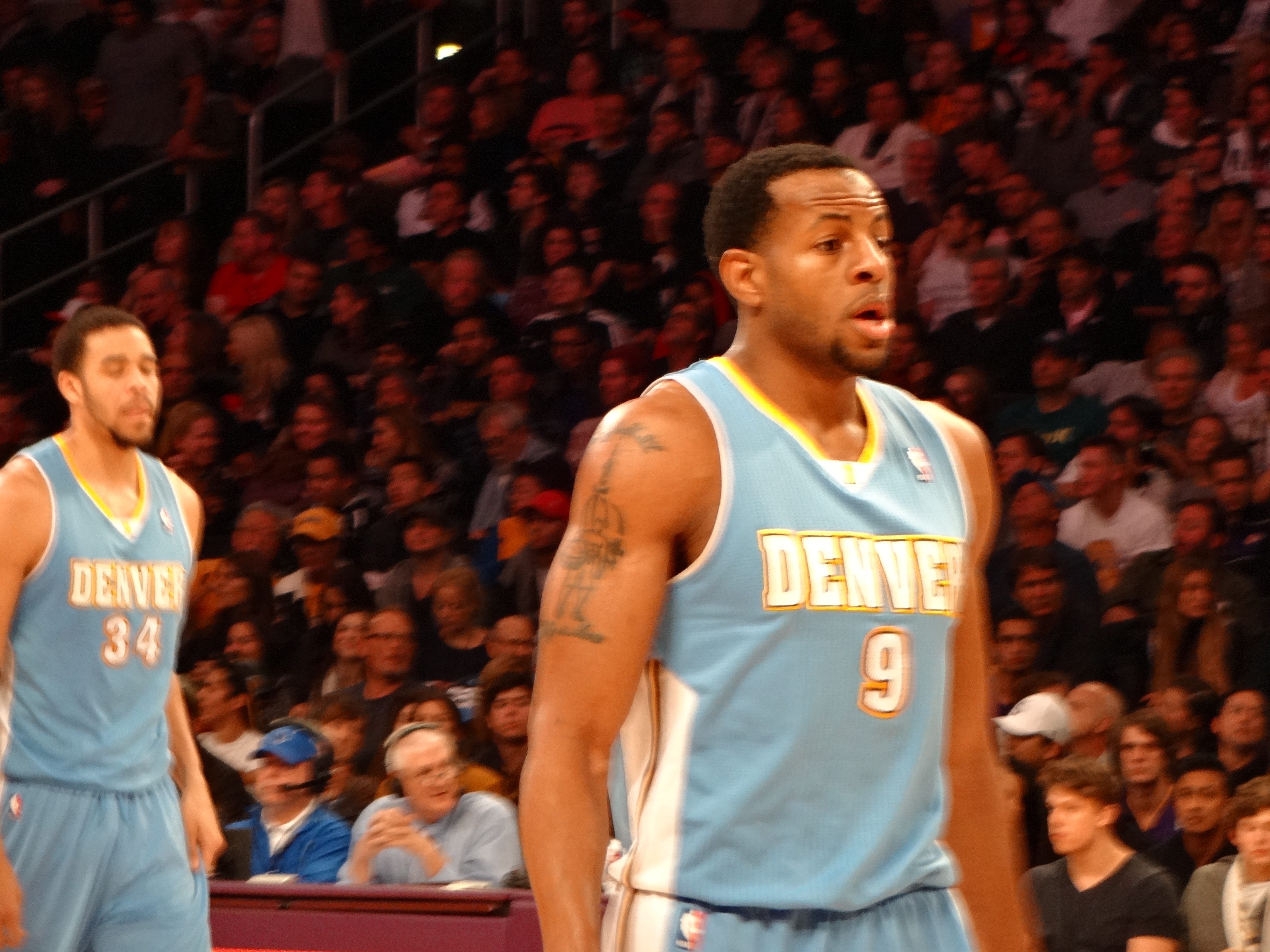
Ігуодала в складі «Денвер Наггетс»

10 серпня 2012 року Андре перейшов в «Денвер Наггетс» в результаті чотиристороннього обміну. В угоді крім «Наггетс» також брали участь «Філадельфія Севенті Сіксерс», «Лос-Анджелес Лейкерс» і «Орландо Меджик». У підсумку клуби обмінялися своїми зірковими гравцями: Ендрю Байнам вирушив до «Філадельфії», Двайт Говард перейшов у «Лейкерс». Для самого Ігуодали новина про обмін стала несподіванкою — він дізнався з чуток від партнера по команді, коли виступав на Олімпійських іграх.
Дебютний матч у складі «Денвера» Ігуодала проводив у новому сезоні проти своєї колишньої команди у Філадельфії. «Денвер» програв 75:84, Ігуодала відзначився 11-ма очками. Після гри філадельфійський журналіст Джон Смоллвуд написав, що глядачі побачили гру Андре, що нічим не запам'ятовується, якою бачили її всі минулі роки.
В «Денвері» під керівництвом Джорджа Карла Ігуодала вже не був головним атакувальним гравцем. Цю роль тренер відводив молодшим Таю Лоусону і Даніло Галлінарі. Сезон Андре завершив з показником 13 набраних очок у середньому за гру. При цьому він приносив відчутну користь своїми передачами і грою в захисті. Команда вдало виступила у регулярному сезоні 2012/2013, здобувши 57 перемог при 25 поразках, але в першому раунді плей-оф, маючи кілька травмованих гравців, поступилася «Голден-Стейт Ворріорс» за сумою шести ігор. Після цієї поразки Карл був звільнений з посади головного тренера, «Наггетс» залишив генеральний менеджер Масай Уджирі, з яким у Ігуодали склалися хороші стосунки, крім того, закінчилася дія обов'язкової частини шестирічного контракту самого Андре, і він, відмовившись від останнього року, вирішив шукати іншу команду.

### «Голден Стейт Ворріорз» (від 2013 року)

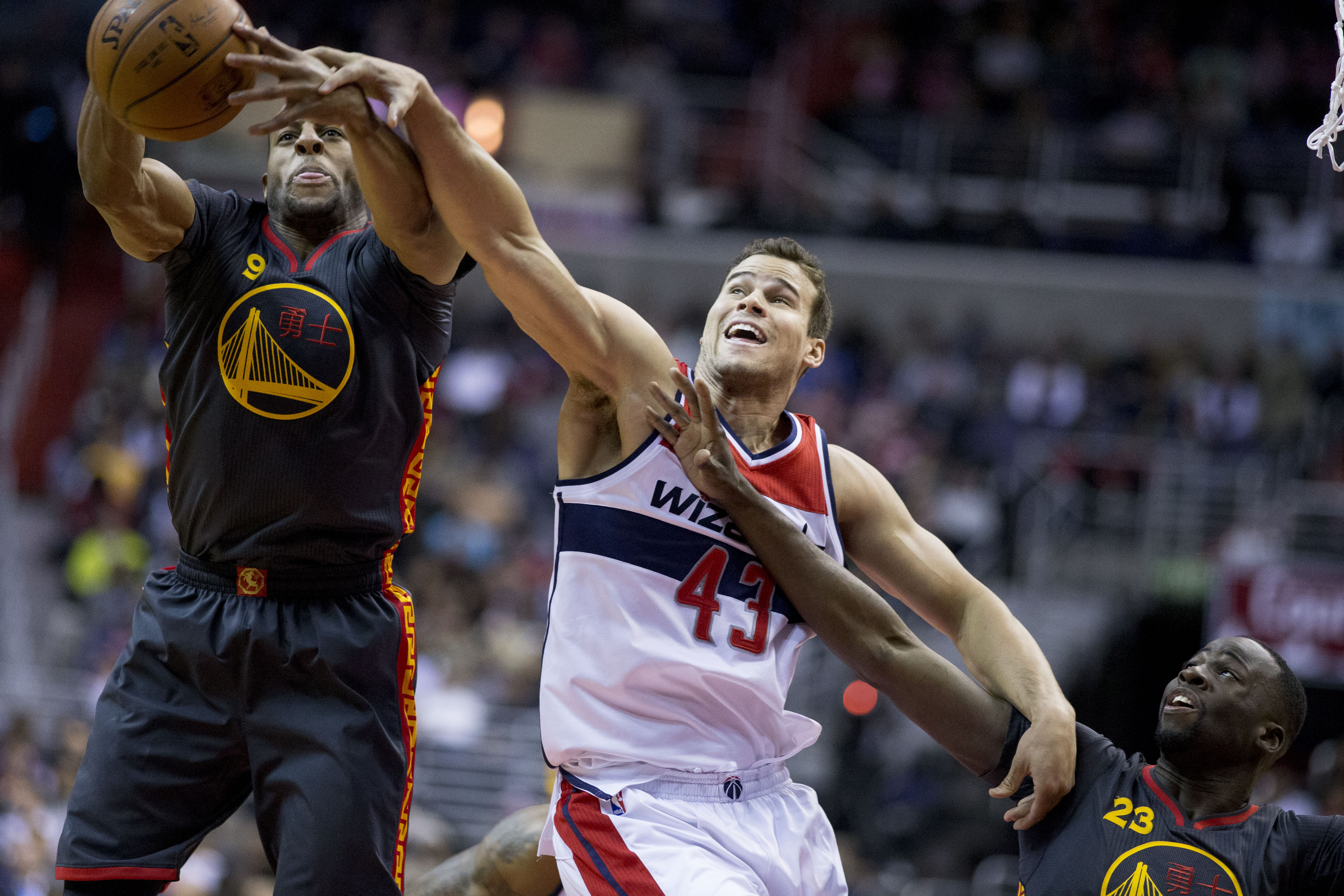
Ігуодала в боротьбі з Крісом Гамфрісом

На Ігуодалу претендувало відразу кілька команд, серед них «Даллас Маверікс», «Сакраменто Кінґс» і «Голден-Стейт Ворріорс», причому шанси «Ворріорз» роздобути гравця були найменшими через велику кількість високооплачуваних гравців. Переговори затягнулися через ситуацію з Двайтом Говардом, який вів переговори з тими самими клубами, що й Андре, і його бачили більш бажаним посиленням. Нарешті, ситуація вирішилася, «Ворріорз» знайшли спосіб розчистити свою платіжну відомість, позбувшись кількох гравців, і 5 липня 2013 року підписали з Ігуодалою чотирирічний контракт на суму 48 млн доларів. Ігуодала став цінним доповненням до молодої команди та її лідерів — Стефена Каррі і Клея Томпсона.
У дебютному сезоні під керівництвом Марка Джексона атакувальна роль Ігуодали ще більше зменшилася. Він брав участь у розіграші м'яча на периметрі, але рідко сам завершував атаки. Зате в захисті на Ігуодалу лягали найважливіші функції. Хоча через травму він пропустив 18 ігор регулярного сезону, його гра допомогла «Ворріорз» стати третьою командою ліги за грою в захисті. За підсумками сезону 2013/2014 Ігуодала посів перше місце в НБА за показником плюс-мінус, маючи в середньому +9 за гру. В опитуванні на звання найкращого захисного гравця він посів п'яте місце і був включений у першу Збірну всіх зірок захисту.
Влітку 2014 року Марка Джексона на посаді головного тренера «Ворріорз» змінив Стів Керр. Новий тренер вирішив замінити Ігуодалу в стартовій п'ятірці на більш молодого Гаррісона Барнса, щоб підсилити атакувальний потенціал команди і дати запасним у допомогу досвідченого Андре, який, з урахуванням травми Шона Лівінгстона, міг би виконувати функції плеймейкера. Кількість ігрового часу Ігуодали знизилася в середньому на п'ять хвилин за гру. Про те, як змінилася його роль в грі, Андре говорив наступне: «Я стаю старшим і тепер багато використовую свій мозок. Мені доводиться багато думати, бо я вже не можу використовувати своє тіло так, як звик — багато бігаючи і стрибаючи. Тому я повинен бути розумним гравцем, але це допомагає мені рости далі». Він спокійно поставився до того, що виходити на майданчик доводиться з лавки запасних. Хороше взаєморозуміння між гравцем і тренером було досягнуте багато в чому завдяки тому, що обидва у свій час пройшли школу Люта Олсона в Аризонському університеті.
Таке рішення виправдалося повною мірою, коли «Голден Стейт» почали показувати найкращий рівень гри за останні роки. Команда впевнено закріпилася нагорі турнірної таблиці Західної конференції. «Ворріорз» під керівництвом Стіва Керра виграли 67 матчів у сезоні 2014/2015. Цей результат став найкращим як у Західній конференції, так і в лізі загалом. У плей-оф «Голден Стейт» у першому раунді «всуху» переграв «Нью-Орлінс Пеліканс». У другому раунді, програючи у серії 1:2, «Ворріорз» зуміли здобути три перемоги поспіль над «Мемфіс Ґріззліс», завдяки чому вийшли у фінал конференції, де здобули перемогу над «Х'юстон Рокетс» з рахунком 4:1.

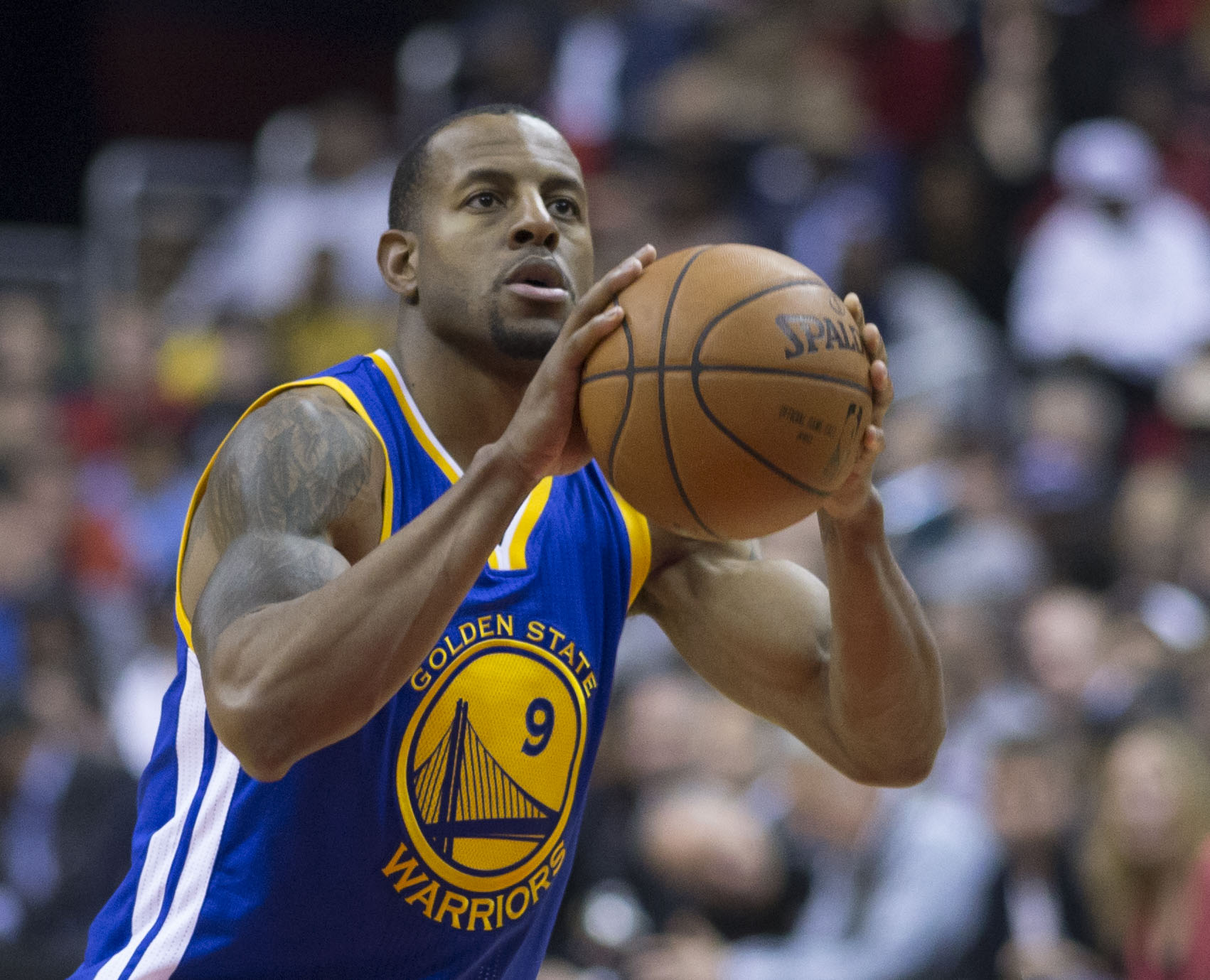
Андре Ігуодала у 2016 році

У фіналі НБА «Голден Стейт» виграв у «Клівленд Кавальєрс» з рахунком 4:2 і втретє за історію став найсильнішим клубом ліги. Під час серії, після того, як рахунок став 2:1 на користь «Кавальєрс», головний тренер «Ворріорз» Стів Керр перевів Андре в стартову п'ятірку. Ігуодала персонально захищався проти головної зірки «Кавальєрс» Леброна Джеймса. Коли Андре перебував на майданчику Джеймс закидав лише 38,1 % кидків з гри. Крім того, Ігуодала діяв дуже корисно і в атаці, у фінальній серії набираючи в середньому 16,3 очки, роблячи 5,8 підбирання та віддаючи 4 передачі, а в шостій грі серії закинув декілька особливо важливих триочкових. Його переведення в стартову п'ятірку істотним чином позначилося на ході протистояння, після цього «Голден Стейт» здобув три перемоги поспіль і виграв серію. Ігуодалу визнали найціннішим гравцем фіналу, причому вперше цей титул дістався гравцеві, який не всі матчі фінальної серії починав у стартовій п'ятірці.
З початком сезону 2015/2016 Ігуодала повернувся на лаву запасних. Хоча Керра, вимушеного вирушити на лікування, тимчасово замінив його помічник Люк Волтон, з яким Андре грав за університетську команду, тактика команди залишилася без змін. «Ворріорз» провели найкращий стартовий відрізок в історії НБА, здобувши 24 перемоги з початку сезону і до першої поразки.

### Статистика кар'єри в НБА
| † | Позначає сезон, у якому Ігуодала став чемпіоном НБА |

#### Регулярний сезон
| Сезон            | Команда          | GP  | GS  | MPG  | FG%  | 3P%  | FT%  | RPG | APG | SPG | BPG | PPG  |
| ---------------- | ---------------- | --- | --- | ---- | ---- | ---- | ---- | --- | --- | --- | --- | ---- |
| 2004–05          | »Філадельфія"    | 82  | 82  | 32.8 | .493 | .331 | .743 | 5.7 | 3.0 | 1.7 | .6  | 9.0  |
| 2005–06          | «Філадельфія»    | 82  | 82  | 37.6 | .500 | .354 | .754 | 5.9 | 3.1 | 1.6 | .3  | 12.3 |
| 2006–07          | «Філадельфія»    | 76  | 76  | 40.3 | .447 | .310 | .820 | 5.7 | 5.7 | 2.0 | .4  | 18.2 |
| 2007–08          | «Філадельфія»    | 82  | 82  | 39.5 | .456 | .329 | .721 | 5.4 | 4.8 | 2.1 | .6  | 19.9 |
| 2008–09          | «Філадельфія»    | 82  | 82  | 39.9 | .473 | .307 | .724 | 5.7 | 5.3 | 1.6 | .4  | 18.8 |
| 2009–10          | «Філадельфія»    | 82  | 82  | 38.9 | .443 | .310 | .733 | 6.5 | 5.8 | 1.7 | .7  | 17.1 |
| 2010–11          | «Філадельфія»    | 67  | 67  | 36.9 | .445 | .337 | .693 | 5.8 | 6.3 | 1.5 | .6  | 14.1 |
| 2011–12          | Філадельфія      | 62  | 62  | 35.6 | .454 | .394 | .617 | 6.1 | 5.5 | 1.7 | .5  | 12.4 |
| 2012–13          | Денвер           | 80  | 80  | 34.7 | .451 | .317 | .574 | 5.3 | 5.4 | 1.7 | .7  | 13.0 |
| 2013–14          | Голден-Стейт     | 63  | 63  | 32.4 | .480 | .354 | .652 | 4.7 | 4.2 | 1.5 | .3  | 9.3  |
| 2014–15†         | Голден-Стейт     | 77  | 0   | 26.9 | .466 | .349 | .596 | 3.3 | 3.0 | 1.2 | .3  | 7.8  |
| 2015–16          | Голден-Стейт     | 65  | 1   | 26.6 | .478 | .351 | .614 | 4.0 | 3.4 | 1.1 | .3  | 7.0  |
| Кар'єра          | Кар'єра          | 900 | 759 | 35.4 | .462 | .334 | .715 | 5.4 | 4.6 | 1.6 | .5  | 13.5 |
| Матчі всіх зірок | Матчі всіх зірок | 1   | 0   | 14.0 | .857 | .000 | .000 | 4.0 | 2.0 | 1.0 | 1.0 | 12.0 |

#### Плей-оф
| Сезон   | Команда       | GP | GS | MPG  | FG%  | 3P%  | FT%  | RPG | APG | SPG | BPG | PPG  |
| ------- | ------------- | -- | -- | ---- | ---- | ---- | ---- | --- | --- | --- | --- | ---- |
| 2005    | «Філадельфія» | 5  | 5  | 38.4 | .465 | .333 | .500 | 4.6 | 3.0 | 2.8 | 1.0 | 9.8  |
| 2008    | «Філадельфія» | 6  | 6  | 39.0 | .333 | .143 | .721 | 4.8 | 5.0 | 2.2 | .2  | 13.2 |
| 2009    | «Філадельфія» | 6  | 6  | 44.8 | .449 | .393 | .652 | 6.3 | 6.7 | 1.8 | .0  | 21.5 |
| 2011    | «Філадельфія» | 5  | 5  | 36.4 | .423 | .214 | .714 | 7.0 | 6.8 | 1.0 | .4  | 11.4 |
| 2012    | Філадельфія   | 13 | 13 | 38.8 | .384 | .388 | .589 | 5.7 | 3.7 | 1.5 | .4  | 12.9 |
| 2013    | Денвер        | 6  | 6  | 40.5 | .500 | .483 | .720 | 8.0 | 5.3 | 2.0 | .3  | 18.0 |
| 2014    | Голден-Стейт  | 7  | 7  | 35.4 | .516 | .533 | .606 | 4.7 | 4.4 | 1.3 | .3  | 13.1 |
| 2015†   | Голден-Стейт  | 21 | 3  | 30.2 | .477 | .354 | .415 | 4.5 | 3.6 | 1.2 | .3  | 10.4 |
| 2016    | Голден-Стейт  | 24 | 3  | 32.0 | .476 | .385 | .561 | 4.4 | 3.8 | 1.2 | .4  | 8.9  |
| Кар'єра | Кар'єра       | 93 | 54 | 35.2 | .447 | .374 | .590 | 5.2 | 4.2 | 1.5 | .4  | 12.0 |

## Виступи за збірну
У липні 2002 року Ігуодала, який щойно закінчив школу, грав за збірну США серед юнаків до 18 років на чемпіонаті Америки на венесуельському острові Маргарита. Він провів у стартовій п'ятірці всі п'ять матчів збірної на турнірі, виконував переважно захисні функції, у грі проти аргентинської збірної відзначився рекордними для своєї команди десятьма перехопленнями. Американська збірна поступилась у півфінальному матчі господарям турніру, збірній Венесуели, двома очками й посіла на чемпіонаті підсумкове 3-тє місце.

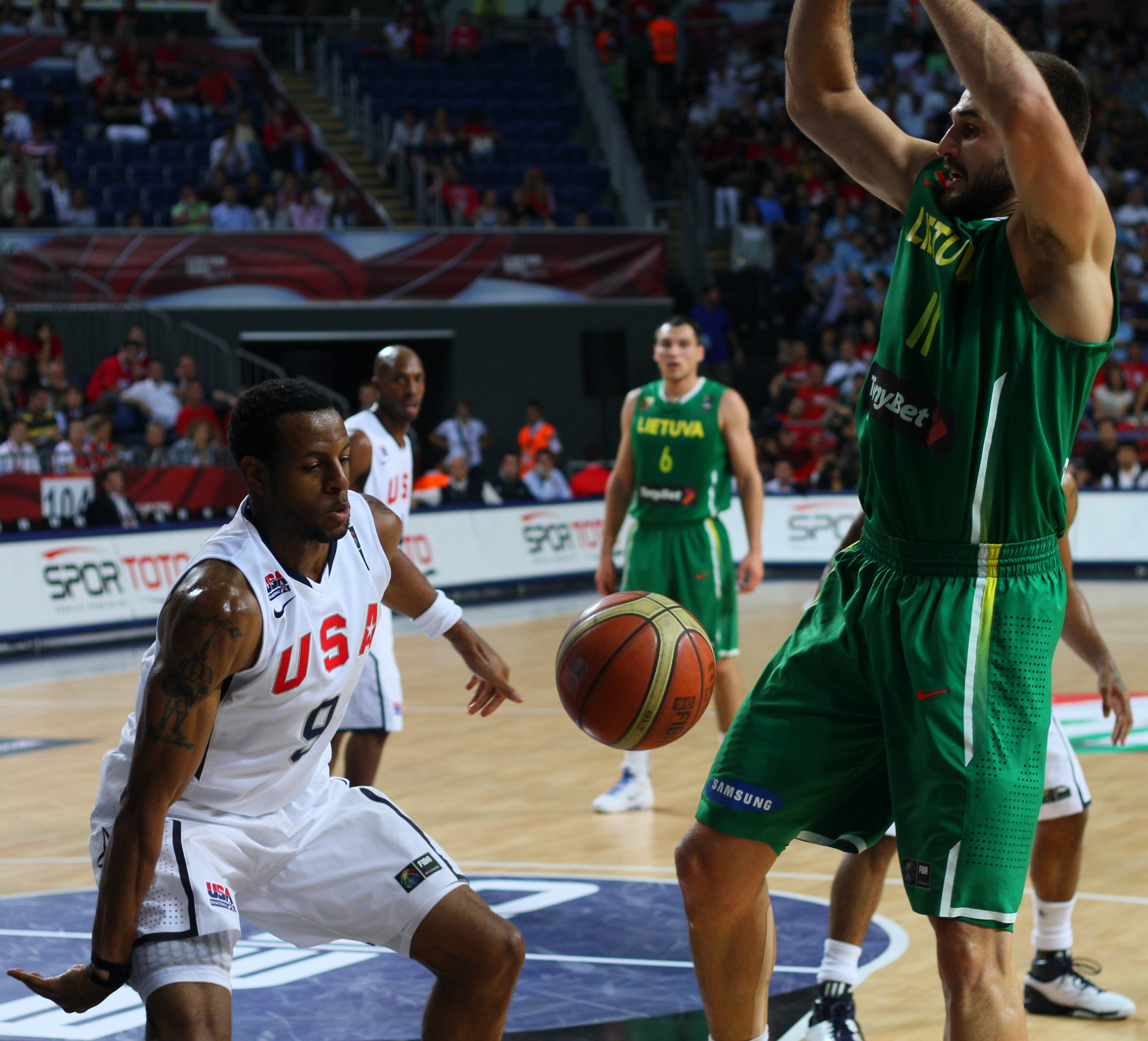
Ігуодала на Олімпіаді в Лондоні в матчі проти збірної Литви

2004 року Ігуодалу запрошували в нігерійську баскетбольну збірну, однак Андре відповів відмовою, вважаючи себе американцем і сподіваючись у майбутньому виступати за збірну США.
При підготовці збірної до чемпіонату світу 2010 року Ігуодалу запросили на збори до Лас-Вегаса. У двосторонній грі він добре проявив себе, набравши 17 очок і закинувши три триочкові кидки у трьох спробах. Тренер збірної Майк Кржижевскі називав Андре одним із найкращих гравців команди, маючи на увазі його універсальність і порівнюючи з Піппеном, а також відзначав його уміння ізолювати гравців команди суперника на периметрі. Після зборів Ігуодала став гравцем стартової п'ятірки американської збірної. У цій ролі він зіграв чотири товариські гри в рамках підготовки до чемпіонату світу, а потім на самому чемпіонаті провів усі дев'ять ігор. Збірна США виграла всі свої матчі на чемпіонаті світу і вперше від 1994 року завоювала золоті медалі турніру. Ігуодала був лідером своєї команди за перехопленнями.
Лише п'ять гравців, які виграли чемпіонат світу 2010 року, дістали місце в американській збірній на Олімпійських іграх 2012 року в Лондоні. Команду посилили зірки НБА першої величини, такі як Леброн Джеймс, Кобі Браянт і Кармело Ентоні. Андре Ігуодала зберіг місце в складі, хоча вже й не був гравцем стартової п'ятірки. Оскільки кістяк збірної становили гравці, сильні, передусім, своїми атакувальними якостями, Ігуодала мав доповнювати їх грою в захисті проти сильних гравців суперників, відбирати м'яч і починати швидкий прорив. Він брав участь у всіх п'яти товариських матчах, які американці провели до Олімпіади, а потім брав участь у всіх восьми іграх лондонського турніру. Збірна США, не зазнавши жодної поразки, вдруге поспіль виграла золоті медалі.
Ігуодала потрапив у розширений склад збірної США на сезон 2014—2016. Через травму він змушений був пропустити чемпіонат світу 2014 року, на якому американська команда виграла золоті медалі. У серпні 2015 року тренер Кржижевскі звільнив Андре від участі у тренувальному таборі збірної в Лас-Вегасі, оскільки в цей час той справляв весілля. Водночас Кржижевскі зазначив, що все ще розглядає кандидатуру Ігуодали при виборі складу на літні Олімпійські ігри 2016.

## Стиль гри

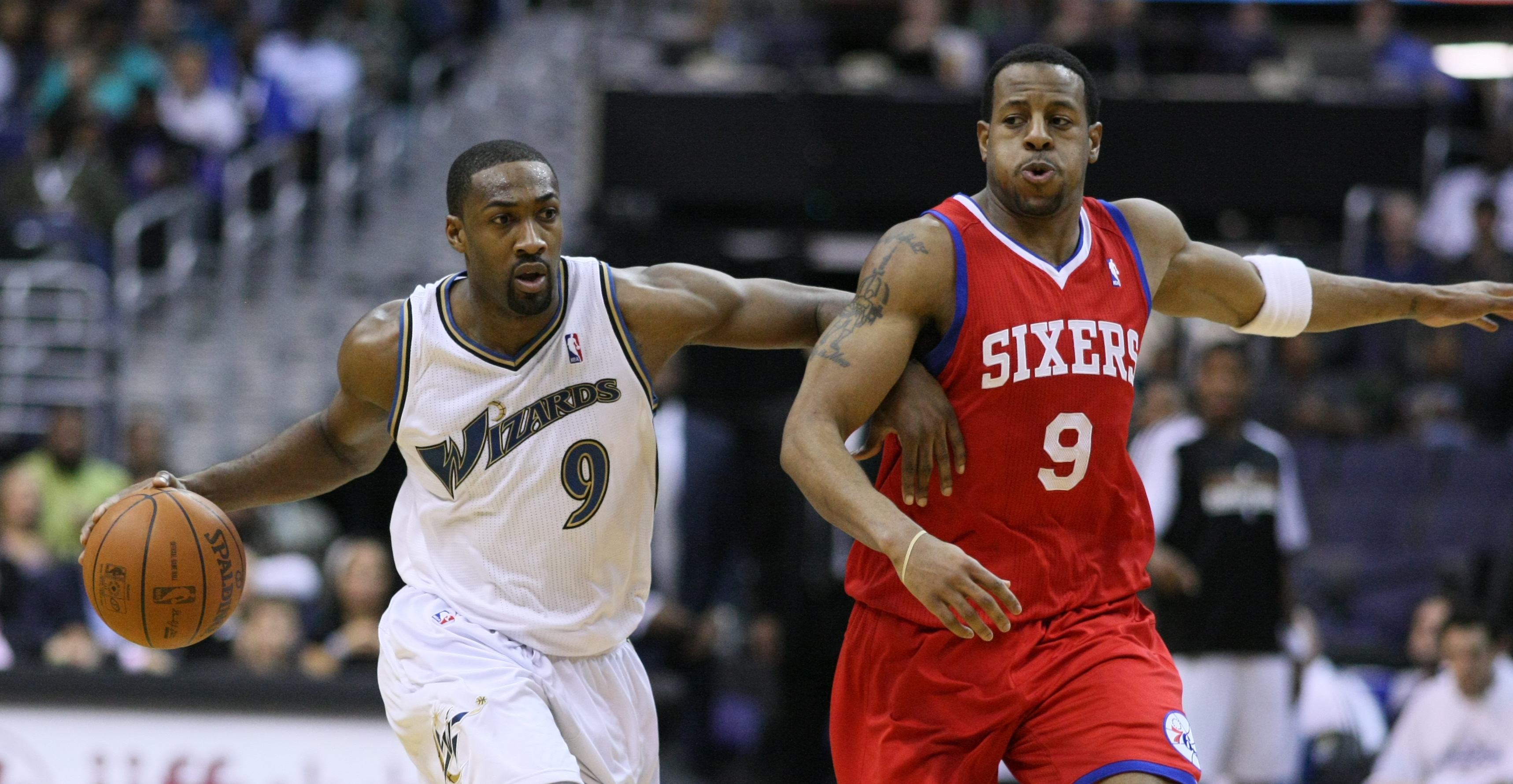
Ігуодала захищається проти Гілберта Арінаса

Тренер Стів Керр вважає, що Ігуодала і Скотті Піппен мають багато спільного. Обидва гравці не вирізняються хорошим кидком, через що змушені у своїй грі робити акцент на інших завданнях. Ігуодала, як і Піппен, володіє непоганим пасом, відмінно діє в обороні й має хороші фізичні дані. Аналогічного порівняння Ігуодала був удостоєний від помічника генерального менеджера «Філадельфії» Тоні Ділео, який також знаходив схожість з Піппеном у його умінні віддавати передачі, виводити партнерів на зручні позиції й атакувати, коли це потрібно.
Ігуодалу вважають одним із найкращих оборонних гравців у НБА. Двічі він був удостоєний включення в символічну Збірну всіх зірок захисту за підсумками регулярного сезону (в першу збірну в 2014 році і в другу — в 2011 році). При цьому Ігуодала не має видатних показників за блокшотами або підбираннями. Його сила полягає в персональній опіці провідного гравця суперника, будь то захисник або форвард. Для швидких захисників він є складною перешкодою через свої габарити, а для форвардів він дуже швидкий. Ігудала ефективно нав'язує супернику боротьбу, заважаючи зайняти комфортну позицію і зробити точний кидок.
Тренер Ігуодали в «Денвер Наггетс» Джордж Карл зазначав, що вплив Ігуодали на гру добре помітний з того, як зменшується кількість набраних командою-суперником очок у матчах, де грає Андре. Згідно з Synergy Sports, Ігуодала — п'ятий серед гравців НБА за показником набраних його опонентом очок в середньому за одне володіння м'ячем. Також він п'ятий у списку гравців, які змушують противника здійснювати втрати під час розіграшу пік-н-роллу. Найголовніший показник, що характеризує його гру в обороні — це захисна ефективність під час гри один на один з суперником. За цим показником Ігуодала другий у лізі.
Атакувальна ефективність Ігуодали ніколи не була дуже високою. На відміну від багатьох гравців, що грають на його позиції, він частіше віддає передачі, ніж завершує атаки кидком. Під час виступів за «Філадельфію», після відходу Айверсона, Ігуодалі за відсутності інших лідерів доводилося брати на себе гру у вирішальній фазі і кидати по кільцю. Не маючи добре поставленого кидка Ігуодала волів атакувати з близької відстані, завдяки фізичним даним, добре виконував слем-данки і лей-апи. У 2006 році він виступав на конкурсі НБА з кидків згори, поступившись у фіналі Нейту Робінсону. Після відходу з «Філадельфії» Ігуодала став грати в «Денвері» і «Голден Стейт» інші ролі, що більше не вимагали від нього прориватися до кільця і завершувати атаку, крім того, вік гравця почав позначатися на його результативності. Він став частіше атакувати з-за триочкової лінії, підняв свій відсоток реалізації триочкових кидків до 35 % у 2011—2014 роках.

## Особисте життя
Ще в старшій школі Ігуодала почав зустрічатися з Крістіною Гутьєррес. У них є син Андре-молодший, який народився 24 березня 2007 року. В 2013 році, після підписання Андре контракту з «Голден Стейт», всі троє оселились в Окленді. 8 серпня 2015 року Ігуодала і Гутьєррес одружилися. Шлюбна церемонія пройшла на пляжі в мексиканському Лос-Кабосі, серед гостей були присутні партнери Андре з «Ворріорз», Руді Гей, Кент Бейзмор, Джермейн О'Ніл і Еван Тернер. Також Ігуодала має доньку Лендон від хіп-хоп-моделі Клеяни Вортон, з якою він, за її словами, зустрічався від 2004 до 2009 року. Філадельфійська преса у 2009 році широко висвітлювала позов Вортон до Ігуодали щодо аліментів.
У вільний час Ігуодала любить читати і грати у відеоігри, особливо в баскетбольні симулятори із серії NBA 2K. 2009 року він взяв участь в турнірі, організованому в Нью-Йорку для просування NBA 2K10. Андре обіграв гравців НБА Нейта Робінсона, Брука Лопеса і Реджона Рондо, поступившись у фіналі реперу Wale. Крім баскетболу Ігуодала цікавиться тенісом, називає себе прихильником Роджера Федерера.
Андре Ігуодала створив благодійний фонд для дітей, яким керує його мати, Лінда Шаклін. Разом з Кевіном Гемблом він проводив у рідному Спрінгфілді дитячий баскетбольні табір, в рамках якого разом з кількома партнерами по НБА брав участь у показових матчах. У березні 2006 року Ігуодала створив фонд допомоги жертвам торнадо в Спрінгфілді, частково профінансувавши його зі своїх коштів і частково шляхом онлайн-аукціону та збору коштів. Сайт Sporting News відзначив благодійні ініціативи Андре і назвав його серед «хороших хлопців» 2006 року.

## Досягнення
НБА
- Чемпіон НБА сезону-2014/2015
- MVP Фіналу НБА 2015[en]
- Учасник Матчу всіх зірок НБА 2012[ru]
- Включений в першу збірну всіх зірок захисту НБА 2014
- Включений у другу збірну всіх зірок захисту НБА 2011
- Включений у другу збірну новачків НБА 2005
- Найцінніший гравець матчу новачків НБА[en] 2006
- Лідер регулярного сезону НБА за зіграними хвилинами[ru] і хвилинами, проведеними в середньому за гру в сезоні 2008/2009

Збірна США
- Олімпійський чемпіон 2012 року
- Чемпіон світу 2010 року
- Бронзовий призер юнацького чемпіонату світу 2002 року